# کاروانسرای دوکوهک
کاروانسرای دوکوهک مربوط به دوره صفوی است و در شیراز، حاشیه جاده در بافت شهری واقع شده و این اثر در تاریخ ۱۸ شهریور ۱۳۷۷ با شمارهٔ ثبت ۲۱۰۷ به‌عنوان یکی از آثار ملی ایران به ثبت رسیده است.

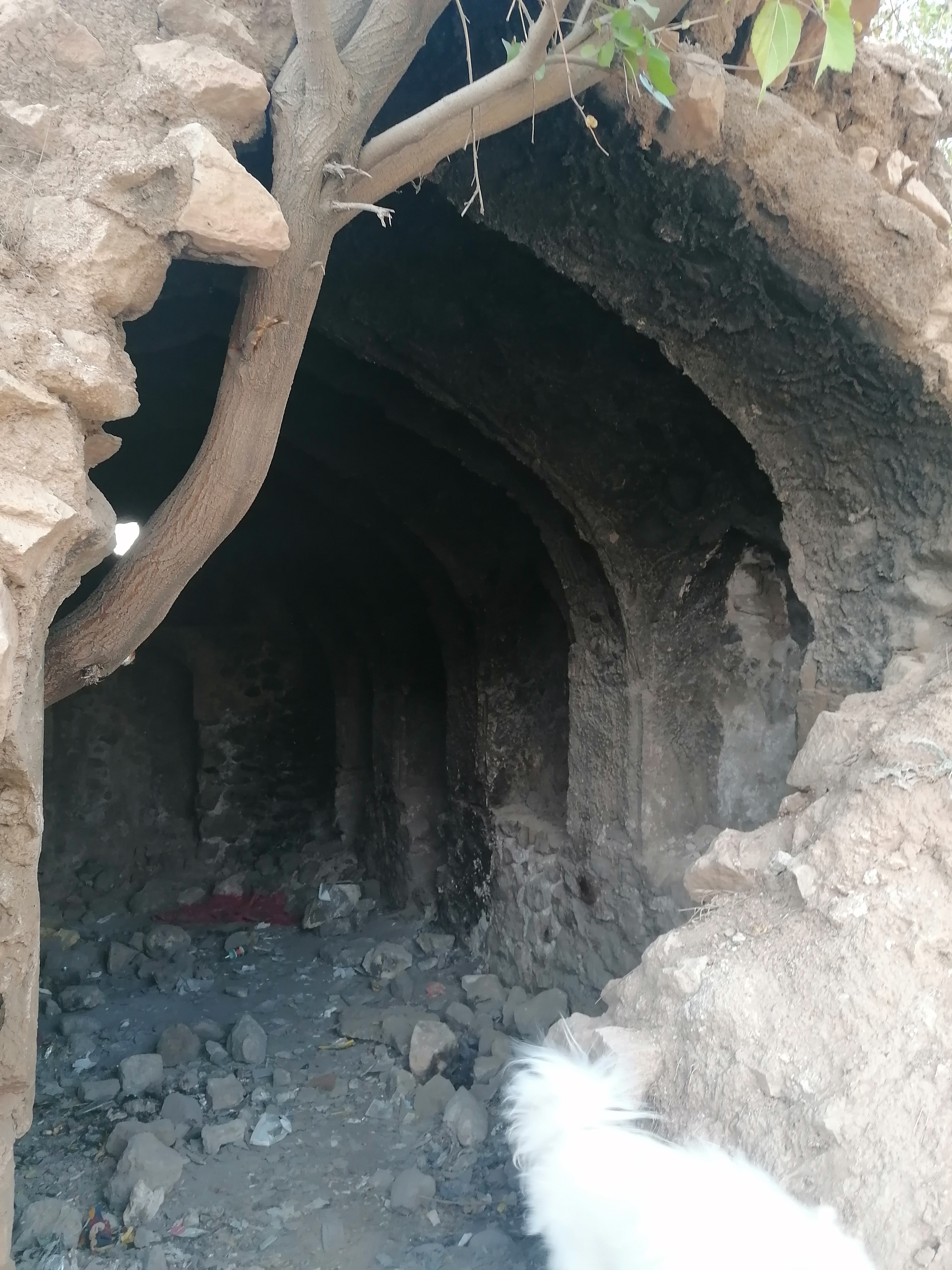
کاروانسرای دوکوهک